# ورزش در لبنان

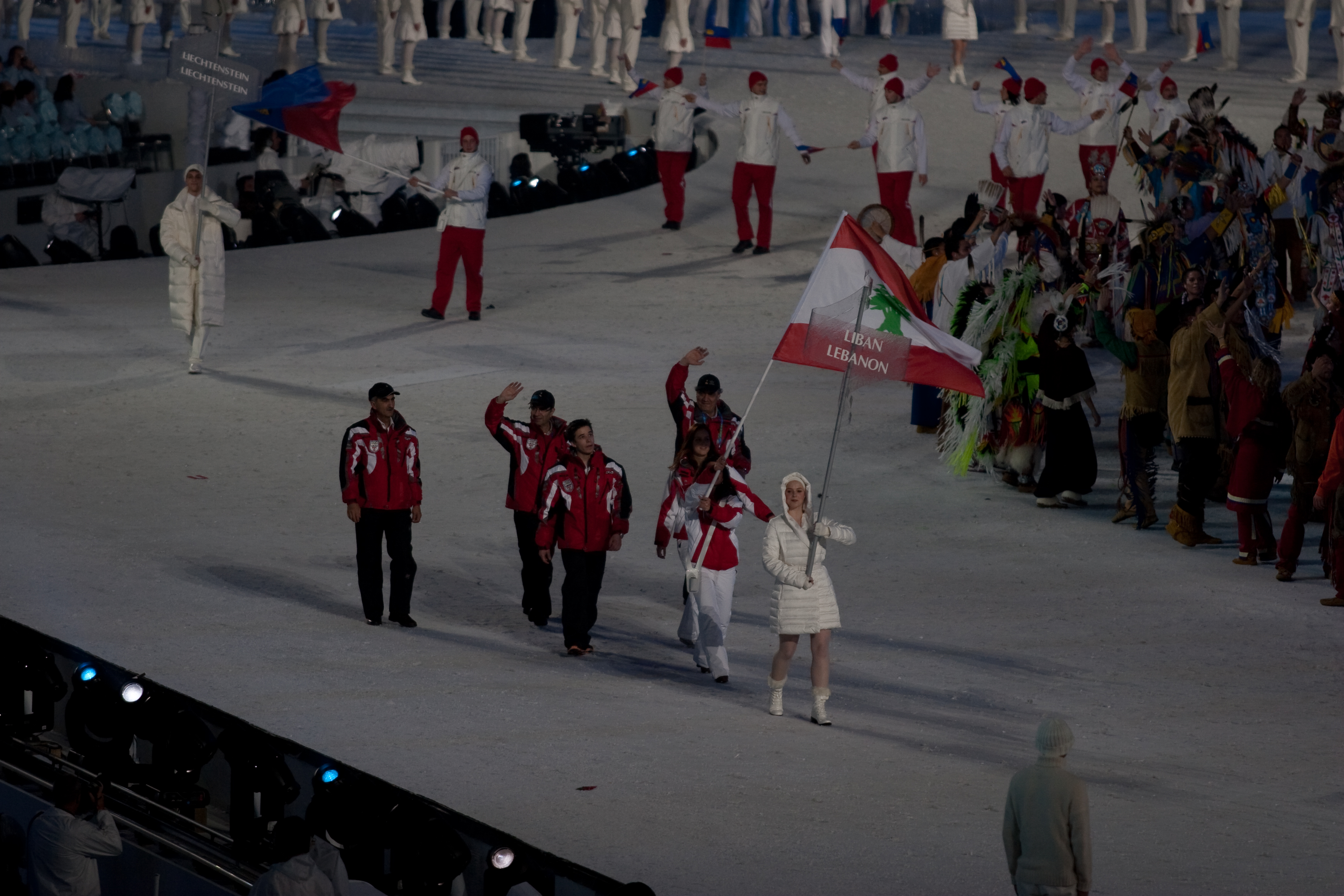
لبنان در بازی‌های المپیک زمستانی ۲۰۱۰

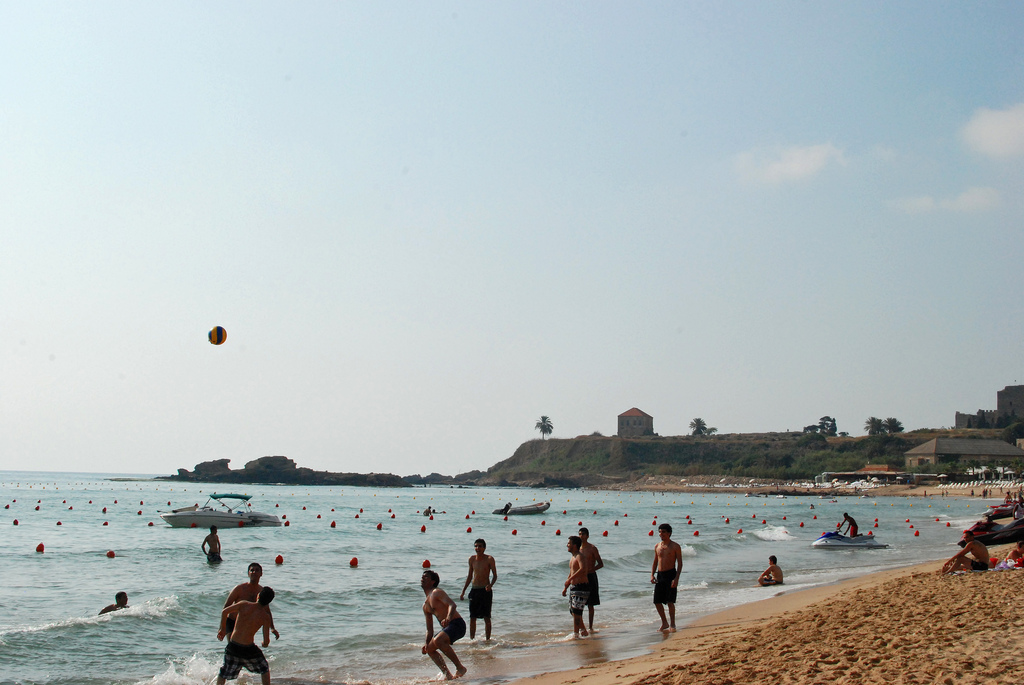
والیبال ساحلی در Byblos

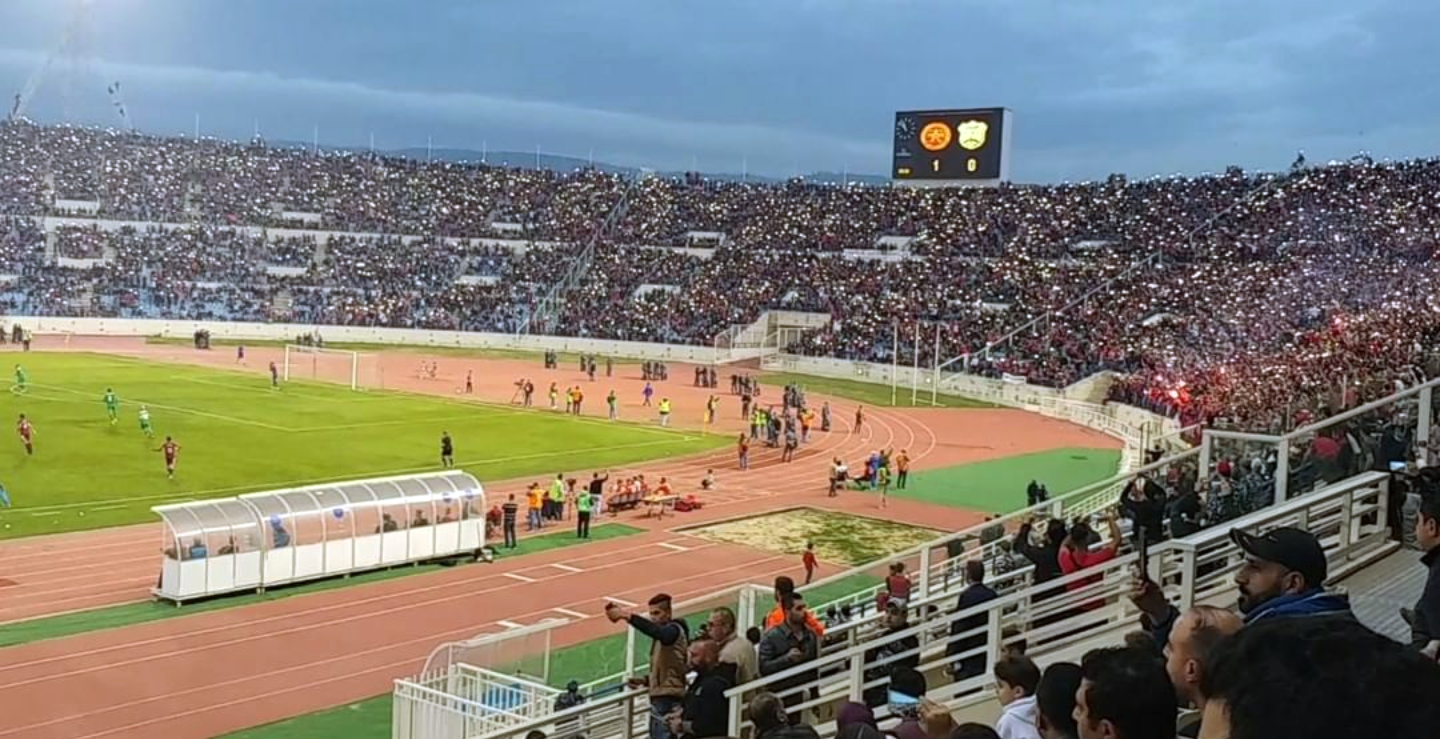
ورزشگاه کمیل شمعون در بیروت

به دلیل جغرافیای لبنان، ورزش‌های تابستانی و زمستانی در این کشور رونق دارند. در حقیقت، در طول پاییز و بهار گاهی ممکن است هر دو فعالیت در یک روز انجام شود. به عنوان مثال، اسکی در صبح و شنا در بعد از ظهر.
در سال ۱۹۵۹، بیروت میزبان سومین بازی‌های مدیترانه ای بود. لبنان در سال ۲۰۰۰ میزبان جام ملت‌های آسیا و بازیهای در ۱۹۵۷ و ۱۹۹۷ میزبان بازی‌های پان عرب بود. در دسامبر ۲۰۱۱، لبنان به عنوان میزبان سیزدهمین بازی‌های پان عربی در سال ۲۰۱۵ مورد پذیرش قرار گرفت. اگرچه بازی‌های زمستانی آسیا در حال بررسی بود که در سال ۲۰۰۹ در لبنان برگزار شود، اما در نهایت برگزار نشد.

## اتومبیلرانی

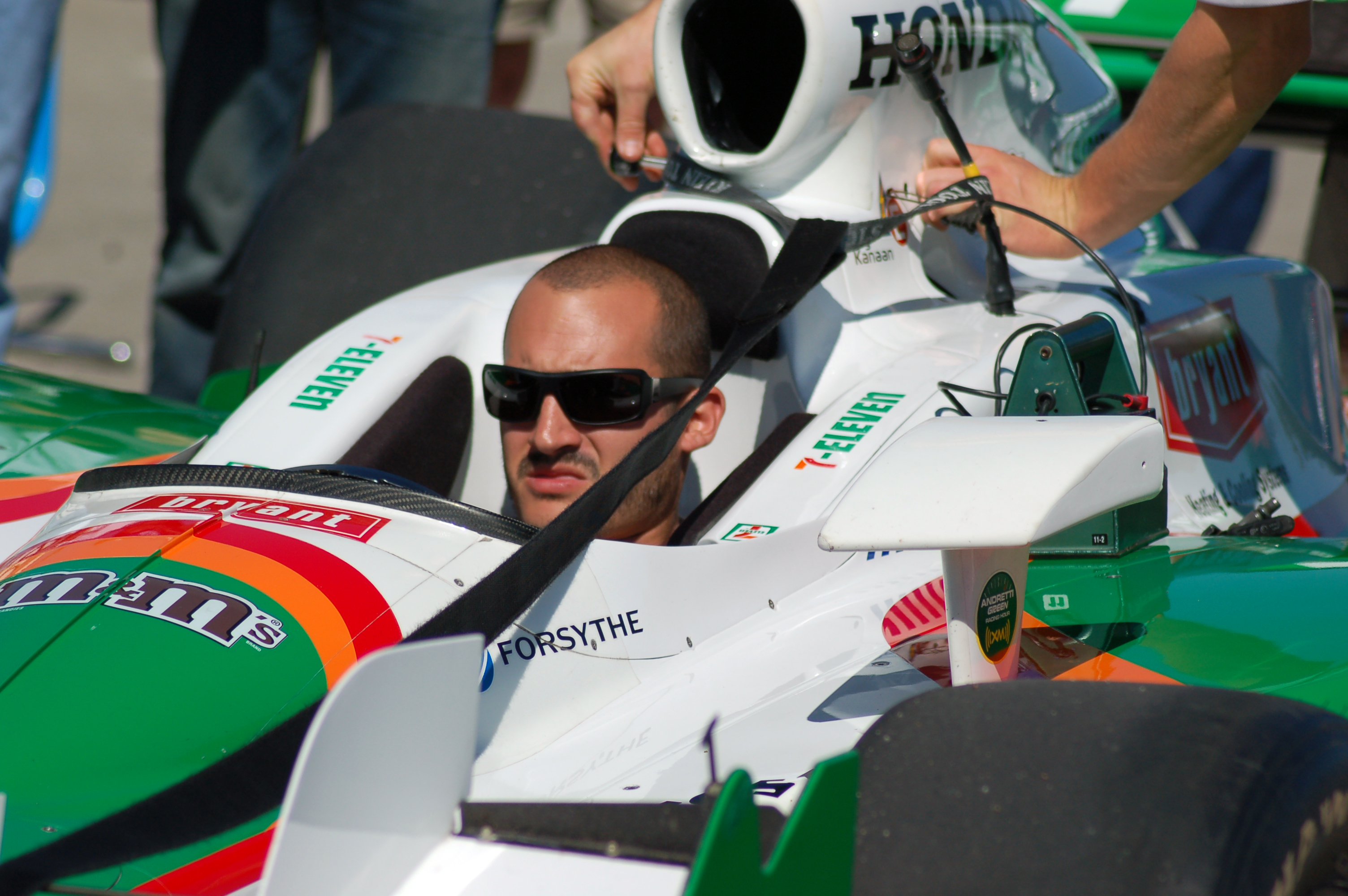
تونی کنعان، راننده اتومبیلرانی مسابقه ای برزیلی لبنانی

### رالی
رالی لبنان، که توسط باشگاه اتومبیلرانی و مسافرتی du Liban برگزار می‌شود، از اواخر دهه ۱۹۶۰ یک ورزش محبوب در لبنان است.

## ورزش‌های رزمی

### کشتی یونانی-رومی
خلیل طاها در المپیک ۱۹۵۲ هلسینکی در کشتی یونانی-رومی برنده مدال برنز شد، در حالی که زاکاریا چیاب نقره گرفت. در سال ۱۹۸۰، حسن بچارا در بازیهای المپیک تابستانی ۱۹۸۰ در مسکو موفق به کسب مدال برنز شد.

### ورزش‌های رزمی
ورزش‌های رزمی نیز از ورزش‌های محبوب در لبنان است.

## اسب دوانی
هیپودروم بیروت، یک مرکز اسب دوانی در سال ۱۸۸۵ ساخته شده‌است، پس از سالها در طول جنگ، بار دیگر در حال فعالیت است و محبوبیت سابق خود را بازیابی می‌کند. علاوه بر این، باشگاه‌های خصوصی در لبنان تأسیس شده‌اند، مانند باشگاه سوارکاری لبنان (CHL) نیز شناخته می‌شود

## ورزش‌های کوهستانی
پیاده‌روی، کوله‌گردی و دوچرخه سواری کوهستانی از ورزش‌های محبوب در تابستان است که می‌توان از تله کابین اسکی برای دسترسی به برخی از بهترین مسیرهای ورزشی در لبنان استفاده کرد، با مناظر پانوراما از قبرس تا غرب و سوریه از شرق. مسیر کوهستانی لبنان اولین مسیر ملی پیاده‌روی از راه دور در لبنان است که ۴۴۰ کیلومتر مسیر را پوشش می‌دهد و از ۷۵ روستا عبور می‌کند، از شمال شروع می‌شود و از رشته کوه جبل لبنان عبور می‌کند تا اینکه در جنوب لبنان خاتمه یابد.

## ورزش‌های گروهی

### فوتبال

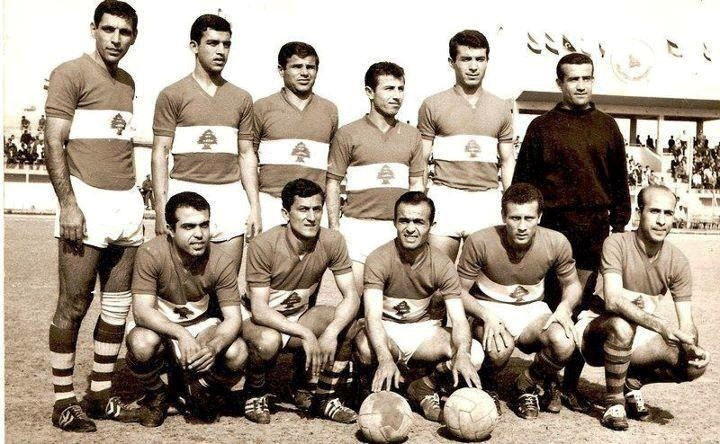
ترکیب تیم ملی لبنان در جام ملت‌های عربی ۱۹۶۶.

فوتبال محبوب‌ترین ورزش در لبنان است که توسط فدراسیون فوتبال لبنان (LFA) اداره می‌شود. محبوب‌ترین باشگاه‌های پشتیبانی شده کشور باشگاه ورزشی النجمه و انصار هستند که نیز باشگاه ورزشی العهد در سال‌های اخیر محبوبیت بیشتری پیدا کرده‌است.
در حالی که تیم ملی هرگز به جام جهانی فیفا راه پیدا نکرده‌است، آنها در جام ملت‌های آسیا ۲۰۰۰ به عنوان میزبان، و در جام ملت‌های آسیا ۲۰۱۹، اولین حضور خود را از طریق مقدماتی به‌طور منظم انجام داده‌اند.

## وزنه‌برداری
از اواسط قرن بیستم، وزنه‌برداری یکی از بزرگ‌ترین ورزش‌های موفق ورزشکاران لبنانی بوده‌است که در مسابقات بین‌المللی متعددی شرکت کرده‌اند. در المپیک تابستانی ۱۹۷۲ مونیخ، محمد ترابولسی علاوه بر مدال‌های طلای فراوان در مسابقات قهرمانی قاره و منطقه، مدال نقره را نیز به‌دست‌آورد.

## ورزش‌های زمستانی
لبنان دارای شش پیست اسکی، دارای دامنه‌های مناسب برای اسکی بازان و اسنوبورد بازان از هر سن و سطح تجربه است.